# Inspecteur général de l'administration en mission extraordinaire
Les inspecteurs généraux de l'administration en mission extraordinaire (acronyme IGAME) étaient entre 1948 et 1964 des hauts fonctionnaires français de l'Inspection générale de l'administration, prédécesseurs des préfets de région qui avaient été instaurés sous le régime de Vichy, puis démis de leurs fonctions à la Libération sans être remplacés, et enfin réinstitués en 1964 en lieu et place des IGAME.

## Contexte
L'IGAME est créé par Jules Moch, ministre de l'Intérieur, dans le contexte des troubles communistes et des grèves massives des années 1947-1948 (grèves de 1947 et grève des mineurs de 1948). Le point d'orgue des troubles se situe dans la nuit du 2 au 3 décembre 1947 où des militants communistes provoquent le déraillement du train Paris-Tourcoing qui fait 16 morts et de nombreux blessés. Il fait également écho au coup de Prague de février 1948 qui provoque de vives inquiétudes et fait craindre des événements comparables en France. Jules Moch montre une grande fermeté pour assurer le maintien de l'ordre et dans un souci de rationaliser son dispositif, crée ces nouveaux mandataires détenteurs de pouvoirs exceptionnels. L'IGAME est le produit de la guerre froide dans un moment où le pouvoir est convaincu des agissements subversifs du Parti communiste.
Ils sont créés par la loi du 21 mars 1948, précisée par le décret du 24 mai 1951,, ayant en général autorité sur plusieurs départements. Le général de région militaire, les CRS et la gendarmerie lui étaient subordonnés, ainsi que les préfets départementaux, ce qui lui donnait une grande autorité.

## Circonscriptions
Leur circonscriptions appelée Igamies regroupaient plusieurs départements. Les igamies correspondaient alors aux régions militaires et leur chef-lieu était le même que celui de la région militaire. Les igamies disparaîtront en 1964, les IGAME étant alors remplacés par les préfets de région.
Les igamies concernaient alors tout le territoire départementalisé de la France : France métropolitaine et Algérie française (jusqu'à l'indépendance de l'Algérie en 1962).

### Algérie
- Alger (départements : Alger, Médéa, Orléansville, Tizi-Ouzou) ;
- Constantine (départements : Batna, Bône, Constantine, Sétif) ;
- Oran (départements : Mostaganem, Oran, Saïda, Tiaret, Tlemcen).

### Métropole
- Bordeaux ;
- Dijon ;
- Lille ;
- Lyon ;
- Marseille ;
- Metz ;

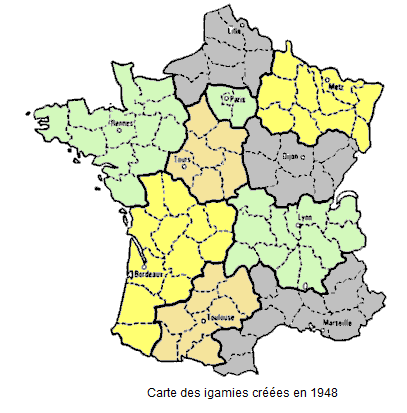
Carte des igamies créées en 1948.

- Paris (à partir de 1951 et à l'exclusion du département de la Seine) ;
- Rennes ;
- Toulouse ;
- Tours.

Les igamies de Lille, Bordeaux, Marseille et Dijon sont administrées par un « IGAME volant » (résidant à Paris) de 1948 à 1949, qui est remplacé par la suite par un « IGAME » (résidant au chef lieu du département et cumulant la fonction de préfet) comme dans les autres igamies.

## Sources
- Guy Michaud (avec Georges Hacquard, ill. R. Bouwens), Guide France, manuel de civilisation française, Paris, Hachette, 1964, p. 92–93
- Luc Rouban, « Les préfets entre 1947 et 1958 ou les limites de la république administrative », Revue française d'administration publique, ENA, no 108 « Administrer la IVe République »,‎ 2003, p. 551–564 (DOI 10.3917/rfap.108.0551)
- Jeanne Lemasurier, « Les Inspecteurs Généraux de l'Administration en Mission Extraordinaire », La Revue administrative, Presses universitaires de France, vol. 7, no 40,‎ juillet-août 1954, p. 377–382 (JSTOR 40777221)
- Jean-Louis Quermonne, « Vers un régionalisme « fonctionnel » », Revue française de science politique, vol. 13, no 4,‎ 1963, p. 849-876 (DOI 10.3406/rfsp.1963.392745)
- Jean-Louis Masson, Provinces, départements, régions : L'organisation administrative de la France, d'hier à demain, Paris, Fernand Lanore, 1984, 698 p. (ISBN 2-85157-003-X, lire en ligne)